# San Isidro (Santa Cruz)
San Isidro ist eine Ortschaft im Departamento Santa Cruz im südamerikanischen Anden-Staat Bolivien.

## Lage im Nahraum
San Isidro ist der zentrale Ort des Kanton San Isidro im Municipio Comarapa in der Provinz Manuel María Caballero. Die Ortschaft liegt auf einer Höhe von 1577 m am linken Ufer des Río San Isidro, der von Comarapa kommend unterhalb von San Isidro in den Río Mizque mündet.

## Geographie
San Isidro liegt am südöstlichen Rand des Gebirgszuges der Cordillera Oriental, der den Übergang vom bolivianischen Tiefland zu den Hochgebirgsketten der Anden bildet. Das Klima ist mild-gemäßigt und ein typisches Tageszeitenklima, bei dem die Temperaturunterschiede zwischen Tag und Nacht deutlicher ausgeprägt sind als zwischen den Jahreszeiten.
Die Jahresdurchschnittstemperatur beträgt 20 °C und schwankt nur unwesentlich zwischen 17 °C im Juli und knapp 22 °C im November und Dezember. Der Jahresniederschlag von 640 mm weist eine für die Landwirtschaft ausreichende Menge auf und erreicht in den Sommermonaten von Dezember bis Februar Monatswerte zwischen 100 und 125 mm; die Trockenzeit mit Werten deutlich unter 40 mm von April bis Oktober ist jedoch verhältnismäßig lang.

## Verkehrsnetz
San Isidro liegt in einer Entfernung von 223 Straßenkilometern westlich der Departamento-Hauptstadt Santa Cruz.
Von Santa Cruz aus führt die Nationalstraße Ruta 9 zuerst 14 Kilometer in südwestlicher Richtung bis zum Abzweig der Ruta 7. Die Ruta 7 führt über die Städte La Angostura und Samaipata nach San Isidro und weiter über Comarapa nach Cochabamba.

## Bevölkerung
Die Einwohnerzahl der Ortschaft ist in den vergangenen beiden Jahrzehnten um etwa die Hälfte angestiegen:
| Jahr | Einwohner | Quelle       |
| ---- | --------- | ------------ |
| 1992 | 1183      | Volkszählung |
| 2001 | 1475      | Volkszählung |
| 2013 | 1602      | Volkszählung |
| 2024 |           | Volkszählung |

Die Region weist einen gewissen Anteil an Quechua-Bevölkerung auf, im Municipio Comarapa sprechen 47,4 Prozent der Bevölkerung Quechua.